# David John de Laubenfels
David John de Laubenfels, född 1925, död 6 februari 2016, var en amerikansk botaniker expert på tropiska barrträd. I taxonomiska sammanhang används standardförfattarförkortningen de Laub.